# Rödtjärnen (Anundsjö socken, Ångermanland, 706081-159903)
Rödtjärnen är en sjö i Örnsköldsviks kommun i Ångermanland och ingår i Moälvens huvudavrinningsområde.